# 春を待つ手紙
「春を待つ手紙」（はるをまつてがみ）は、吉田拓郎が1979年10月5日にリリースした17枚目のシングル。発売元はフォーライフ・レコード（現・フォーライフミュージックエンタテイメント）。

## リリース・制作
ライブアルバム『TAKURO TOUR 1979』と同時発売。
「春を待つ手紙」は、拓郎のディレクターだった陣山俊一と妻の直子夫妻の手紙のやり取りを楽曲にしたもの。レコーディングに鈴木茂と青山徹の2人が参加している。
カップリング曲の「外は白い雪の夜」は、同時発売された『TAKURO TOUR 1979』からのシングルカット。

## 収録曲
- 全作曲：吉田拓郎

Side:A
1. 春を待つ手紙（5分20秒）
作詞・編曲：吉田拓郎

Side:B
1. 外は白い雪の夜（6分57秒）
作詞：松本隆

## 収録ディスク

### アルバム
春を待つ手紙
- 『ONLY YOU 〜since coming For Life〜』(1981年)
- 『吉田拓郎ベスト60』(1985年)
- 『LIFE』(1996年)
  - ビル・シュネーによるリミックスが施されている。
- 『ONLY YOU 〜since coming For Life〜 + Single Collection』(2011年)
- 『From T』(2018年)

外は白い雪の夜
- 『TAKURO TOUR 1979』(1979年)
- 『COMPLETE TAKURO TOUR 1979』(1990年)